# Петухов, Виктор Николаевич
Виктор Николаевич Петухов (9 декабря 1923, Кузянино, Московская губерния — 18 января 1995, Самара) — советский футболист, защитник. Отец музыканта Александра Кутикова.

## Карьера
Воспитанник юношеской команды «Маяк» Завода им. Сталина. В 1947 году вместе с Виктором Карповым попал из городской команды в куйбышевские «Крылья Советов». За «Крылья» сыграл в Высшей лиге 65 матчей, забил 1 мяч.
В 1951 году ушёл в московский «Спартак». В основном составе москвичей не заиграл, позже вернулся в Куйбышев. По воспоминаниям Виктора Ворошилова, Петухов был «мощным парнем, бойцом», а вернулся из «Спартака» какой-то надломленный. На высшем уровне в дальнейшем не выступал, несколько лет играл за различные клубные команды города Куйбышева.
Умер 18 января 1995 г. в Самаре.

## Семья
Сын Александр Кутиков (р. 1952) — музыкант, звукорежиссёр, бас-гитарист группы «Машина времени».